# LauncherOne

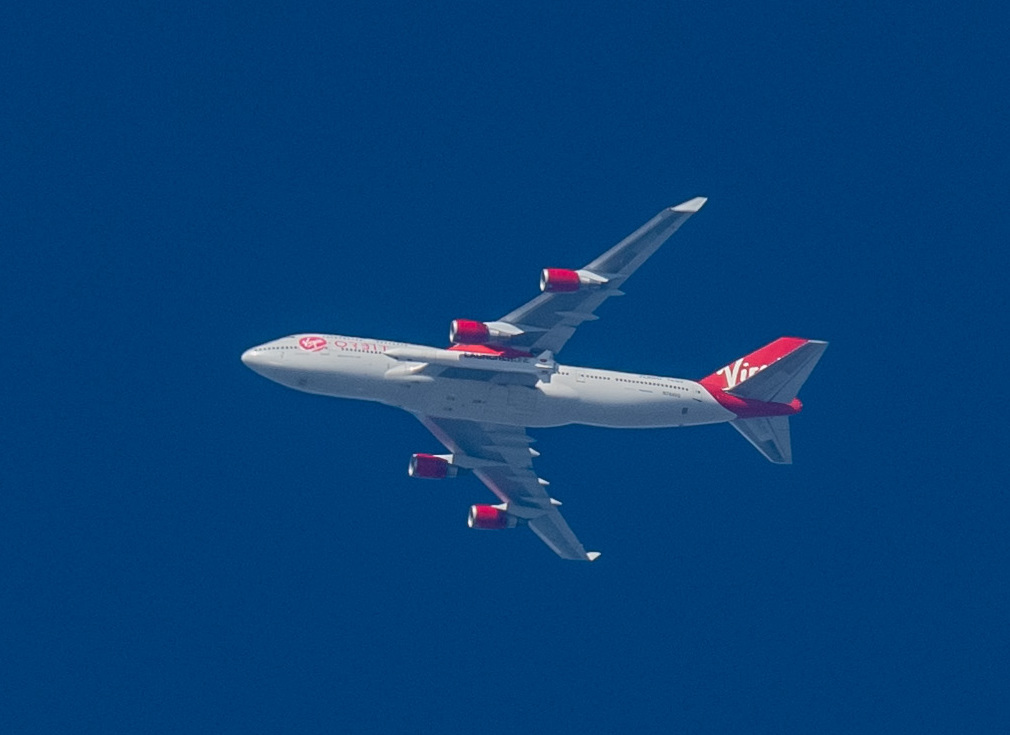
Samolot w barwach Virgin przenoszący rakietę LauncherOne.

LauncherOne – pierwsza rakieta na paliwo ciekłe wystrzelona na orbitę z pokładu samolotu. Rakieta została wyprodukowana przez Virgin Galactic jako przeznaczona do wynoszenia miniaturowych satelitów o masie do 300 kg na niską orbitę. LauncherOne został zaprojektowany do startu z pokładu samolototu odrzutowego znajdującego się na dużej wysokości jak Boeing 747.
17 stycznia 2021 roku LauncherOne wyniosła na niską orbitę ładunek dziesięciu satelitów CubeSat. Rakieta została wystrzelona z pokładu zmodyfikowanego Boeing-a 747 noszącego nazwę "Cosmic girl". Poprzednia próba startu z 25 maja 2020 roku zakończyła się "anomalią", która spowodowała stratę rakiety przewożącej na orbitę testowy ładunek.
Początkowo w latach 2007-2015 planowano LauncherOne jako mniejszą rakietę wynoszącą na orbitę 200 kg ładunku. W roku 2015 plany uległy zmianie w kierunku 300 kg.